# Katarzyna Kobro
Katarzyna Kobro (Moskou, 26 januari 1898 – Łódź, 21 februari 1951) was een Poolse beeldhouwster. Zij geldt als een belangrijke vertegenwoordigster van het constructivisme in Polen. Met haar avant-gardistische werk had zij invloed op andere beeldhouwers, waaronder Georges Vantongerloo.

## Leven en werk

### 1898-1921
Katarzyna Kobro werd geboren als dochter van Mikolaj von Kobro, een Rus uit een in Letland levende familie van Duitse afkomst, en Jevgenia Rozanova, een Russin. Zij werd opgevoed in Moskou, waar zij het gymnasium doorliep en reeds haar eerste sculpturen maakte. In een hospitaal maakte zij in 1916 kennis met haar toekomstige echtgenoot Władysław Strzemiński. Van 1917 tot 1920 studeerde zij aan de school voor schilderkunst, beeldhouwkunst en architectuur in Moskou. In 1918 werd zij lid van de Moskouse kunstenaarsvakbond, waar zij onder anderen kennis maakte met Kazimir Malevitsj, Vladimir Tatlin en Aleksandr Rodtsjenko en hun werk. Na haar derde studiejaar vertrok zij naar Smolensk, waar Stremiński sinds 1919 woonde en werkte. Zij gaven samen leiding aan een kunstopleiding, waar het constructivisme een belangrijke plaats innam en huwden nog hetzelfde jaar. Zij stichtten de lokale tak van de kunstenaarsgroepering UNOWIS en stonden in direct contact met Malevitsj en El Lissitzky in Vitebsk. Kobro maakte haar eerste constructivistische sculptuur Tos 75 - Struktura, een assemblage van metaal, hout, glas en kurk, met een duidelijke invloed van het kubisme en het futurisme. Dit werk is, evenals vele andere, verloren gegaan en alleen bekend van een foto.

### 1921-1929
Eind 1921 vertrok het echtpaar, illegaal, naar Vilnius, dat onder Pools bestuur stond (Vilniusgebied). Zij woonden bij familie van Strzemiński, maar Katarzyna Kobro reisde door naar Riga, waar haar familie woonde. Rond 1924 voegde zij zich weer bij Strzemiński, die al diverse activiteiten in Polen had ondernomen. Zij huwden, nu kerkelijk, in Vilnius, waarna Kobro de Poolse nationaliteit verkreeg. Het echtpaar woonde eerst in Szczekociny en daarna in Koluszki, dicht bij Łódź, waar Kobro tot 1931 les gaf aan een gymnasium en een technische school. Zij sloot zich aan bij de in 1924 opgerichte kunstenaarsgroepering Blok (Grupa Kubistow, Konstruktywistow i Suprematystow - 1924-1926), waarvan naast Strzemiński, vooral avant-gardistische kunstenaars uit Warschau lid werden, zoals Henryk Berlewi, Henryk Stażewski. Teresa Żarnower en Mieczysław Szczuka. De groep had talrijke internationale contacten met verschillende avant-gardistische kunstenaars, tijdschriften en groeperingen, waaronder de Nederlandse groep De Stijl. In het blad van Blok verschenen foto's van twee werken van Kobro en in Riga werd een tentoonstelling georganiseerd, waaraan zij deelnam met de sculptuur Konstrukcje (een assemblage van metaal en glas). Eind 1924 verlieten Kobro en Strzemiński Blok weer. Het werk van Kobro werd weinig begrepen, ook niet door de Blok-kunstenaars, en in 1926 werd aansluiting gevonden bij een groep architecten verenigd in de groepering Praesens (1926-1929). Een eerste Poolse expositie vond in 1926 plaats in de Zachęta-galerie in Warschau. De kritieken waren zeer afwijzend: Van de negen "sculpturen" van mevrouw K. Kobro-Strzemiński verdient slechts één beeld die naam, het houten beeld. Strzemiński bleef haar werk fervent verdedigen en de samenwerking tussen de twee was optimaal. In 1929 verlieten zij Praesens, waarna de groep werd opgeheven.

### 1929 - 1945

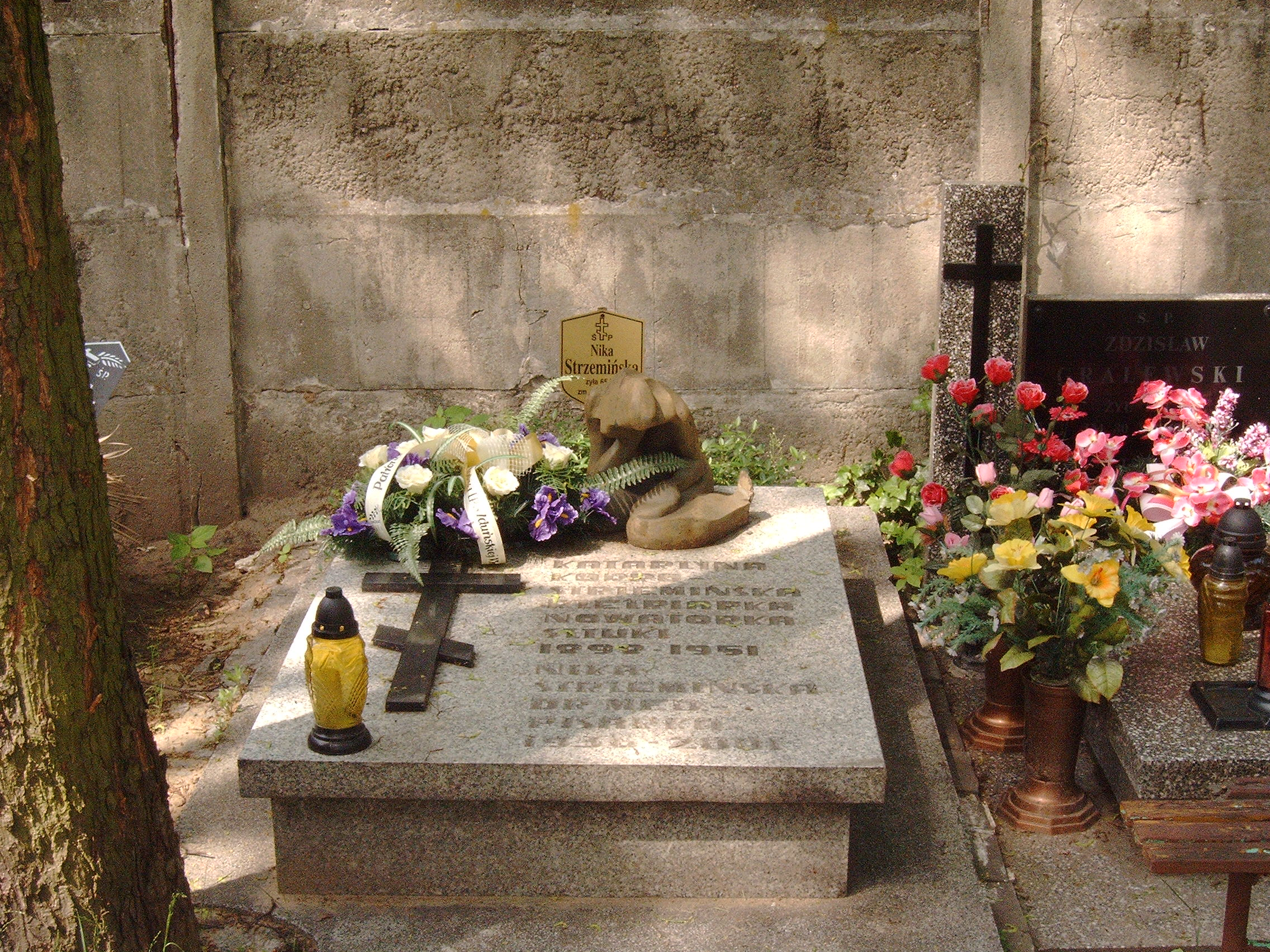
Graf van Katarzyna Kobro en haar dochter Nika in Łódź

In 1929 was zij met Strzemiński medeoprichter van de kunstenaarsgroepering Grupa "a.r." (1929-1936), waartoe onder anderen Henryk Stażewski, Karol Hiller en de dichters Julian Przyboś en Jan Brzękowski toetraden. Een van de initiatieven waaraan zij meewerkte was de samenstelling van de internationale collectie moderne kunst, die onderdak vond in het Kunstmuseum van Łódź. In 1931 verhuisde het echtpaar naar Łódź en in hetzelfde jaar werd een uitnodiging tot deelname aan exposities geaccepteerd van Abstraction-Création. In 1936 werd haar dochter Nika geboren en aan haar artistieke carrière kwam een eind. Haar laatste tentoonstelling vond plaats in dat jaar. Gedurende de oorlogsjaren wisselde het echtpaar vaak van verblijfplaats. In 1945, na terugkomst in Łódź, bleken vele werken vermist (vernield, weggegooid, verloren gegaan) en Kobro vernietigde enkele werken om aan brandhout te komen. In 1945 werd de scheiding van haar huwelijk met Strzemiński uitgesproken. In 1948 werd door Strzemiński in het Kunstmuseum van Łódź de Sala Neoplastyczna (De Stijl-zaal) ingericht met werken van de Grupa "a.r.", waarbij enkele werken van Kobro een belangrijke plaats kregen. Zelf werd Kobro niet uitgenodigd voor de officiële opening. Van 1949 tot 1950 gaf zij tekenles en Russisch aan een school in Łódź, maar moest deze baan opgeven door ziekte. In 1951 overleed Katarzyna Kobro aan de gevolgen van kanker. Zij ligt begraven op de Russisch-Orthodoxe begraafplaats van Łódź.

## Werken (selectie)
- 1921 : Tos 75 - Struktura
- 1922 : Twee Konstrukcje wiszące (hangende constructie), die zijn gereconstrueerd door Janusz Zagrodzki. De werken zijn geïnspireerd door het suprematisme van Malevitsj en de ruimtelijke constructies van Rodtsjenko.
- 1924 : Twee Rzeźby abstrakcyjne (abstracte sculpturen) - eveneens naar foto's gereconstrueerd[3]
- 1924/26 : Kompozycja abstrakcyjna
- 1927/28 : Projekt kabiny tytoniowej (architectuurproject met Strzemiński)
- 1929 : Kompozycja przestrzenna (ruimtelijke compositie) - gereconstrueerd[4]
- 1931/33 : Akt (figuratief naakt) - verloren gegaan
- 1932/34 : Projekt przedskola funkcjonainego (architectuurproject met Strzemiński)
- 1933/35 : Akt - verloren gegaan
- 1936 : Vier composities genaamd Pejzaż morski (schilderijen gemaakt gedurende vakanties aan de Oostzee in Chałupy)
- 1937 : Glos Plastyków no. 1-7